# Győző Istóczy

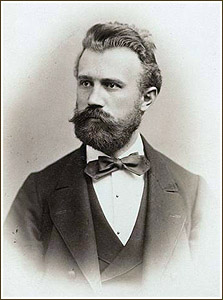
Győző Istóczy

Győző Istóczy (* 7. November 1842 in Táplánszentkereszt im Komitat Eisenburg; † 9. Jänner 1915 in Budapest), auch Géza oder Victor (von) Istóczy, war ein antisemitischer ungarischer Abgeordneter und Schriftsteller.

## Leben
Istóczys Vater war Zweiter Staatsanwalt des Komitats Vas. Seine kleinadelige Familie verfügte ursprünglich ca. 100 Joch Grundbesitz im Komitat. Nach dem Schulbesuch in Szombathely studierte Istóczy 1860 in Wien und 1861 in Pest Rechtswissenschaften. Er wurde als Anwalt tätig, wurde 1867 Vizenotar, 1868 Richter und seit 1872 Stuhlrichter im Stuhlbezirk Vasvár. Im Wahlbezirk Rum wurde er 1872 als liberaler Anhänger Ferenc Deáks ins ungarische Parlament gewählt. Er begann aber 1875 unter dem Eindruck der wirtschaftlichen Erfolge der Juden in Ungarn und offenbar auch persönlicher Konflikte seine eigene antisemitische Bewegung zu gründen. Diese Bewegung gipfelte zunächst 1882/83 in der Affäre von Tiszaeszlár, in dessen Folge es zu Unruhen kam und Istóczy wegen der „Aufreizung gegen die Konfessionen“ angeklagt wurde, aber mit zehn zu zwei Stimmen als „nicht schuldig“ freigesprochen wurde. 
Istóczy war auch einer der Hauptsprecher des ersten der beiden internationalen antijüdischen Kongresse, der 1882 in Dresden stattfand. Hier appellierte er in mehreren Reden an die Regierungen der christlichen Länder, sich gegen die jüdische Gefahr zu wehren. Er forderte eine Vertreibung der Juden nach Palästina. Istóczy hat als rassistischer Anhänger dieser Idee eine paradox stimulierende Rolle in der Geschichte des Zionismus gespielt. Dessen Hauptvertreter Theodor Herzl beachtete ihn aufmerksam. 1885 zeigte die Partei der Antisemiten erste Auflösungserscheinungen, nachdem sich Istóczy aus persönlichen Gründen nicht mehr zum Vorsitzenden wählen ließ und sogar aus der Partei austrat. Istóczy war bei den Wahlen von 1887 einer von elf Abgeordneten der Antisemiten und er wurde 1892 noch einmal als Einzelkandidat ins Parlament gewählt. 1896 zog er sich aus dem öffentlichen Leben zurück.

## Schriften (Auswahl)
- Statuten-Entwurf des Central-Vereins des Nichtjuden-Bundes von Ungarn, Berlin : Hentze 1880
- Die Wiederherstellung des jüdischen Staates in Palästina. Aus den Reden Viktor Istóczys, gehalten im ungarischen Abgeordnetenhaus während der Reichstage von 1872–1896, Budapest 1905